# Wittenheim
Wittenheim là một xã trong vùng Grand Est, thuộc tỉnh Haut-Rhin, quận Mulhouse, tổng Wittenheim. Tọa độ địa lý của xã là 47° 48' vĩ độ bắc, 07° 20' kinh độ đông. Wittenheim nằm trên độ cao trung bình là 230 mét trên mặt nước biển, có điểm cao thấp nhất là 223 mét và điểm thấp nhất là 254 mét. Xã có diện tích 19,01 km², dân số vào thời điểm 1999 là 15.026 người; mật độ dân số là 790 người/km². Wittenheim nằm phía tây-bắc von Mulhouse.

## Thông tin nhân khẩu
| 1962 | 1968  | 1975  | 1982  | 1990  | 1999  |
| ---- | ----- | ----- | ----- | ----- | ----- |
| 9259 | 10055 | 12562 | 13380 | 14324 | 15026 |